# Веселогаевский сельский совет (Новониколаевский район)
Веселогаевский сельский совет (укр. Веселогаївська сільська рада) — входит в состав
Новониколаевского района
Запорожской области
Украины.
Административный центр сельского совета находится в 
с. Весёлый Гай.

## История
- 1943 — дата образования.

## Населённые пункты совета
- с. Весёлый Гай
- с. Нововладимировка

## Ликвидированные населённые пункты совета
- с. Гончары